# Uṭṭiya di Anuradhapura
Uṭṭiya di Anuradhapura (... – 257 a.C. circa) è stato un sovrano cingalese.
Fu monarca dello Sri Lanka del regno di Anurādhapura dal 267 a.C. al 257 a.C. Della casa reale di Vijaya di Sri Lanka, ebbe come predecessore Devanampiya Tissa e come successore Mahasiva.